# Max Cavalera

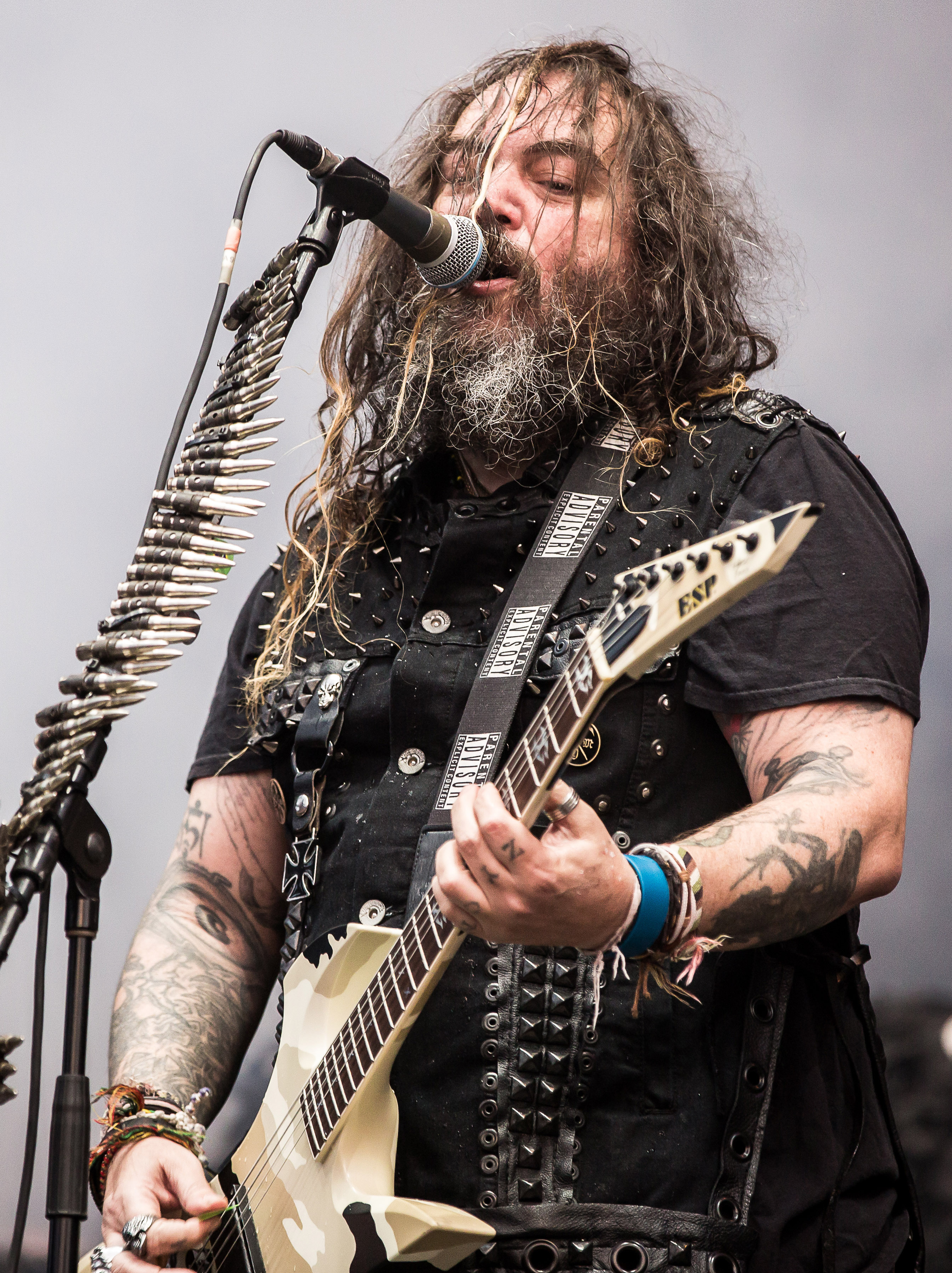
Max Cavalera, 2018

Massimiliano Antonio „Max“ Cavalera (* 4. August 1969 in Belo Horizonte) ist ein brasilianischer Sänger, Gitarrist und Songwriter. Größere Bekanntheit erlangte er als Gründungsmitglied der Metal-Band Sepultura, die er 1996 verließ. Cavalera ist mit Soulfly, Cavalera Conspiracy, Go Ahead And Die und Killer Be Killed in vier Bands aktiv, die allesamt von ihm initiiert und mitbegründet wurden.

## Werdegang

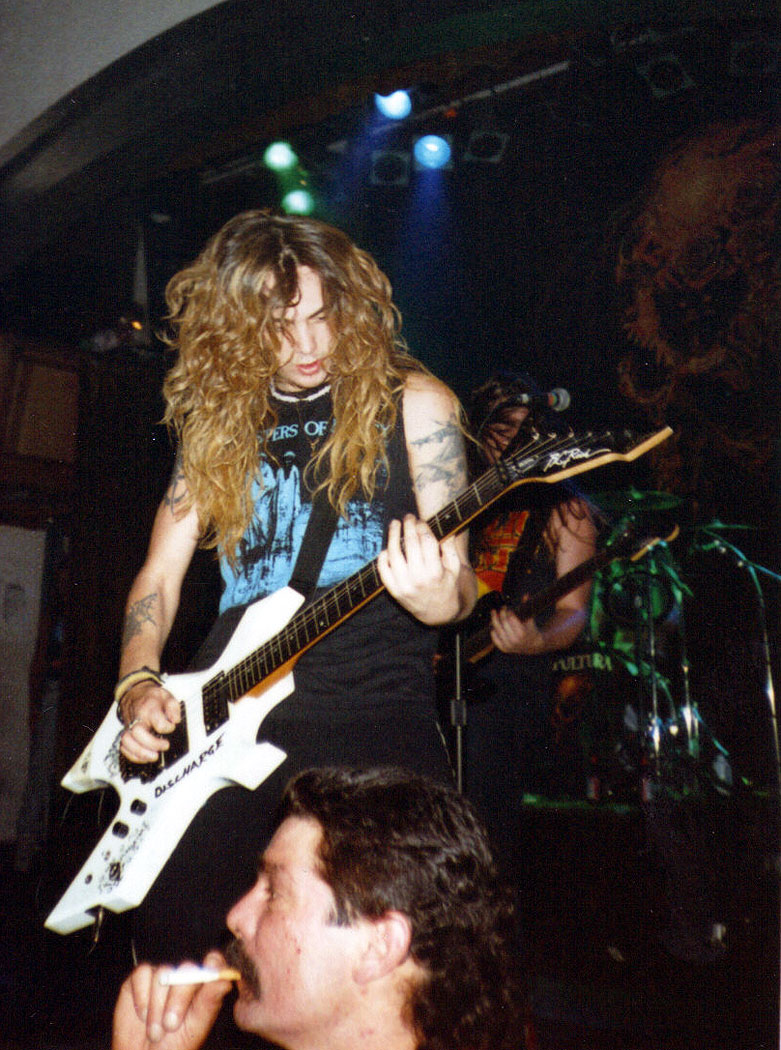
Cavalera live mit Sepultura im Jahr 1989

Zusammen mit seinem Bruder Igor Cavalera gründete Max Cavalera 1984 in Belo Horizonte die Death-/Thrash-Metal-Band Sepultura und übernahm dort die Rolle des Sängers und Gitarristen.
1994 nahm er mit dem Ex-Fudge-Tunnel-Sänger und -Gitarristen Alex Newport im Zuge des Nebenprojekts Nailbomb das Album Point Blank auf. Nach einem einzigen Auftritt Nailbombs im Jahr 1995 im Rahmen des Dynamo Open Airs in Eindhoven, bei dem die Live-CD Proud to Commit Commercial Suicide aufgenommen wurde, löste sich das Projekt wie vorgesehen wieder auf.
1996 kam es innerhalb der Band Sepultura zu Unstimmigkeiten mit der damaligen Managerin und späteren Frau Cavaleras, Gloria. Die beiden verließen daraufhin die Band und Cavalera gründete 1997 die Metal-Band Soulfly.
2007 tat sich Cavalera erstmals wieder mit seinem Bruder Igor zusammen und gründete mit diesem Cavalera Conspiracy.
Mit Greg Puciato (The Dillinger Escape Plan), Troy Sanders (Mastodon) und Dave Elitch (Ex-The Mars Volta) gründete er 2013 mit Killer Be Killed eine weitere Band, deren gleichnamiges Debütalbum 2014 über Nuclear Blast erschien.

## Kollaborationen
Cavalera arbeitete mit einer Vielzahl namhafter Musiker verschiedener Stilistiken zusammen. So war er 2006 als Gastsänger auf Apocalypticas Best-of-Album Amplified zu hören. Im gleichen Jahr war er an Dave Grohls Projekt Probot mit einem Gesangsbeitrag für den Song Red War beteiligt. 2008 trat er als Gastsänger beim Hip-Hop-Titel War Is My Destiny mit Ill Bill & Immortal Technique auf. 2013 spielte er mit Five Finger Death Punch für deren neues Album The Wrong Side of Heaven and the Righteous Side of Hell Vol. 1 den Titel I. M. Sin ein. 2017 hatte er einen Gastauftritt in Body Counts Album Bloodlust.
Weitere Kollaborationen umfassen Deftones, Eyesburn, Roadrunner United, Snot, Melechesh und Demon Hunter.

## Trivia
- Max Cavalera benutzt die hohe E- und die H-Saite seiner Gitarre nicht, deswegen nennt er seine Gitarren „4-Stringz“.
- Auf seiner Camouflage-Look-Gitarre befindet sich der Aufdruck You are not forgotten – 1966 „Dimebag“ Darrell Abbott – 2004, eine Hommage an seinen Freund Dimebag Darrell, den ehemaligen Gitarristen von Pantera, der bei einem Konzert erschossen wurde.
- Anfangs spielte Cavalera eine B. C. Rich Warlock in Urban-Camouflage oder mit einer Brasilien-Flagge auf dem Korpus. Später stieg er auf eine ESP Viper um. Mittlerweile hat er in Zusammenarbeit mit ESP zwei Signature-Gitarren im Stil der ESP Viper und der ESP AX-600 entworfen, die u. a. in den Farben der Brasilien-Flagge, Snow White oder im Camouflage-Look erhältlich sind.
- In der Erweiterung The Lost and Damned für das Spiel Grand Theft Auto IV, spielt er sich selbst als Radiomoderator bei dem Death-Metal- und Hardcore-Sender L.C.H.C.
- Im Film Die Mumie kehrt zurück (2001) hat Cavalera Schreie für den „Scorpion King“ Dwayne Johnson beigesteuert.[6]